# Хьюз, Нед
Недервуд «Нед» Хьюз (англ. Netherwood "Ned" Hughes; 12 июня 1900, Грейт-Харвуд, Ланкашир — 4 апреля 2009, Клейтон-ле-Мурс, Ланкашир) — британский 108-летний долгожитель, участник Первой мировой войны. До последнего дня был одним из последних британских ветеранов Первой мировой войны (как Гарри Пэтч и Генри Эллингем). Официально Министерство обороны Великобритании не подтверждало его факт участия в Первой мировой войне; документы об участии Хьюза, по видимости, могли быть уничтожены во время бомбардировок Лондона в 1940 году. Тем не менее, он был приглашён к Кенотафу на 90-летие Компьенского перемирия, но по просьбе семьи всё-таки решил не ехать на встречу.

## Биография
Родился в Грейт-Харвуде, четвёртый из семи детей. Родители: Джон, оптик по профессии, и Робина. В семье были братья Чарли, Генри и Сидней (последний службы в КВМС Великобритании на корабле «Albion». Хьюз работал водителем-механиком, в июне 1918 года был призван в Британской армии. Война закончилась, когда Нед был на учениях, и после её окончания он работал водителем автобуса. Дважды был женат, но умер бездетным. Проживал в Клейтон-ле-Мурсе в доме престарелых Вудлендс, где его посещали племянники. Очень много курил.
После своего 100-летия Нед регулярно получал открытки от Елизаветы II, постоянно говоря при этом, что королева не меняет платья.
Скончался 4 апреля 2009: причиной смерти, очевидно, стал инсульт. Нед за неделю до смерти потерял способность говорить, согласно заявлению его племянницы Энн Хаттон. Похоронен он был скромно, согласно пожеланиям близких родственников, и без воинских почестей: как сказала сама Энн, её дядя не любил всяких пышных празднеств.